# Bernart Marti
Bernart Marti o Martí fue un trovador medieval que compuso poemas y sátiras en occitano a mediados del siglo XII. Nueve o diez de sus poemas han sobrevivido hasta nuestros días y además nos demuestran que fue muy influenciado por compositores de aquella época como Marcabrú y además nos indican que sabía de la existencia de Peire d'Alvernha a quien en un poema le acusa de abandonar las órdenes sagradas. Junto con Peire, Gavaudan y Bernart de Venzac nos hacen pensar que existió una hipotética escuela marcabruniana. Su trabajo es, en opinión de los estudiosos Gaunt y Kay "enigmática, irónica y satírica", pero no tiene seguidores entre los trovadores posteriores a él.

## Obra
Las diez obras atribuidas a Bernart están disponibles en línea en Trobar.org y son las siguientes:
- A, senhors, qui a fin de cuges
- Amar Dei
- Belha m'es la flors d'aguilen
- Bel m'es lai Latz La Fontana
- Companho, por la Companhia
- D'entier vers la medida ieu no pes
- Farai un vers ab hijo novelh
- Lancan lo DOUZ temps s'esclaire
- Quan l'erb'es reverdezida
- Qant la pluei'e. L vens e.l tempiers